# Эмеркинген
Эмеркинген (нем. Emerkingen) — община в Германии, в земле Баден-Вюртемберг. 
Подчиняется административному округу Тюбинген. Входит в состав района Альб-Дунай.  Население составляет 852 человека (на 31 декабря 2010 года). Занимает площадь 7,40 км².